# 女を修理する男
『女を修理する男』（おんなをしゅうりするおとこ、フランス語: L'Homme qui répare les femmes : La Colère d'Hippocrate、英語: The Man Who Mends Women: The Wrath of Hippocrates）は、コレット・ブラックマンの著作をもとに制作され、2005年4月に公開されたティエリー・ミシェル監督によるドキュメンタリー映画で、ブラックマンとミシェルは、共同脚本に名を連ねている。副題は「ヒポクラテスの怒り」といった意味である。
このドキュメンタリーは、2014年のサハロフ賞を受賞したコンゴ人の婦人科医で人権擁護者で、コンゴ民主共和国ブカヴのパンジ病院 (l'hôpital de Panzi) で、強姦被害者の女性に修復手術を施術している、デニ・ムクウェゲ博士の足跡を追ったものである。映画のタイトルは、コレット・ブラックマンが2013年2月21日に出版した著書『Docteur Mukwege: l’homme qui répare les femmes』を踏まえたものである。
ムクウェジ博士の活動は、これ以前にもすでに、セネガルのドキュメンタリー映画監督アンジェレ・ディアバングによる2014年の映画『Congo, un médecin pour sauver les femmes』でも取り上げられていた。
2015年9月2日、この映画は、「コンゴ軍に危害を与え、そのイメージを傷つけようとする明白な意図 (volonté manifeste de nuire à l'armée congolaise et de salir son image)」を理由として、コンゴ民主共和国における上映が差し止められ、政府のスポークスマンであるメディア・コミュニケーション大臣は、この映画の監督がスワヒリ語やシ語の翻訳の一部で悪意ある誤訳をしていると非難した。その後、交渉が試みられたものの、大臣は、監督による脅迫行為があったと非難し、共同制作者についても翻訳の問題について、その言葉と態度によって交渉の「終結 (torpillage)」を共有するものとして、上映禁止を確定させたが、こうした経緯に疑わしいところがあったとしても、政府にはこの映画を禁止する理由が、まだ他にもあるのかもしれない。

## 日本における普及
日本では、2016年に国際連合難民高等弁務官事務所 (UNHCR) 駐日事務所主催の難民映画祭で上映されたほか、コンゴの性暴力と紛争を考える会 (ASVCC) などによって各地の大学などで上映会が取り組まれ、さらに、クラウド・ファンディングによって日本語字幕入りDVDが制作された。